# 許通美
許通美（英語：Tommy Koh Thong Bee，1937年11月12日—），新加坡國際法律師、教授、外交官，曾擔任新加坡前常駐聯合國代表。

## 早年生活及教育
許1937年11月12日出生於新加坡，父親來自福建省廈門市同安區、母親來自上海市。他畢業於實仁中學、萊佛士書院並且於馬來亞大學新加坡分校（今天的新加坡國立大學）取得法學士（一級榮譽）學位。他也從哈佛法學院取得LL.M.，以及從劍橋大學取得犯罪學文憑。他在1977年取得正教授職位。他也獲得了耶魯大學以及蒙纳士大学的榮譽LL.D.學位，以及哥倫比亞大學、史丹佛大學、喬治城大學、弗萊徹法律與外交學院 （塔夫茨大學）以及科廷大學等各種榮譽。

## 職業生涯
他是一名國際法學律師、教授和外交官。他目前也擔任新加坡政策研究所特別顧問、國家文物局主席、新國大國際法中心主席以及新加坡國立大學香灰莉木學院院長。他目前也在新加坡國立大學法學院停薪留職。
他從1980年到1982年期間擔任第三屆聯合國海洋法會議主席。
Lax and Sebenius present Koh and his efforts in getting the Convention passed, as an example of successful negotiating. 1990 to 1992 he served as Chairman of the Main Committee of the UN Conference on Environment and Development, where he presided over the negotiations on Agenda 21. He has also served as Singapore's ambassador to the United Nations and the United States.
許也是亞歐基金會的首任總裁，基金會由亚欧会议的參與國於1997年在新加坡成立。

## 荣誉

### 外国勋章奖章
- 旭日重光章（日本，2009年11月3日公布[3]）
- 墨西哥阿兹特克雄鹰勋章（西班牙语：Orden Mexicana del Águila Azteca）（墨西哥，2013年10月3日公布[4]）

## 部份著作
- Tommy Koh, A Constitution of the Oceans, UNCLOS December 1982,  （页面存档备份，存于） accessed 20 May 2017
- Tommy Koh, Five Years After Rio:Some Personal Reflections, UN Chronicle 1997, accessed at  （页面存档备份，存于） 29 August 2006
- Tommy T.B. Koh and Amitav Acharya (ed.), The Quest for World Order: Perspectives of a Pragmatic Idealist, Times Academic Press, Singapore, 1997 ISBN 981-210-108-X
- Tommy Koh. . World Scientific, 2013. : 640  [2019-02-04]. ISBN 978-981-4571-07-4. （原始内容存档于2019-06-21）.
- Tommy Koh, Li Lin Chang and Joanna Koh. . World Scientific, 2015. : 384  [2019-02-04]. ISBN 978-981-4713-03-0. （原始内容存档于2019-12-03）.